# لان آرژانتین

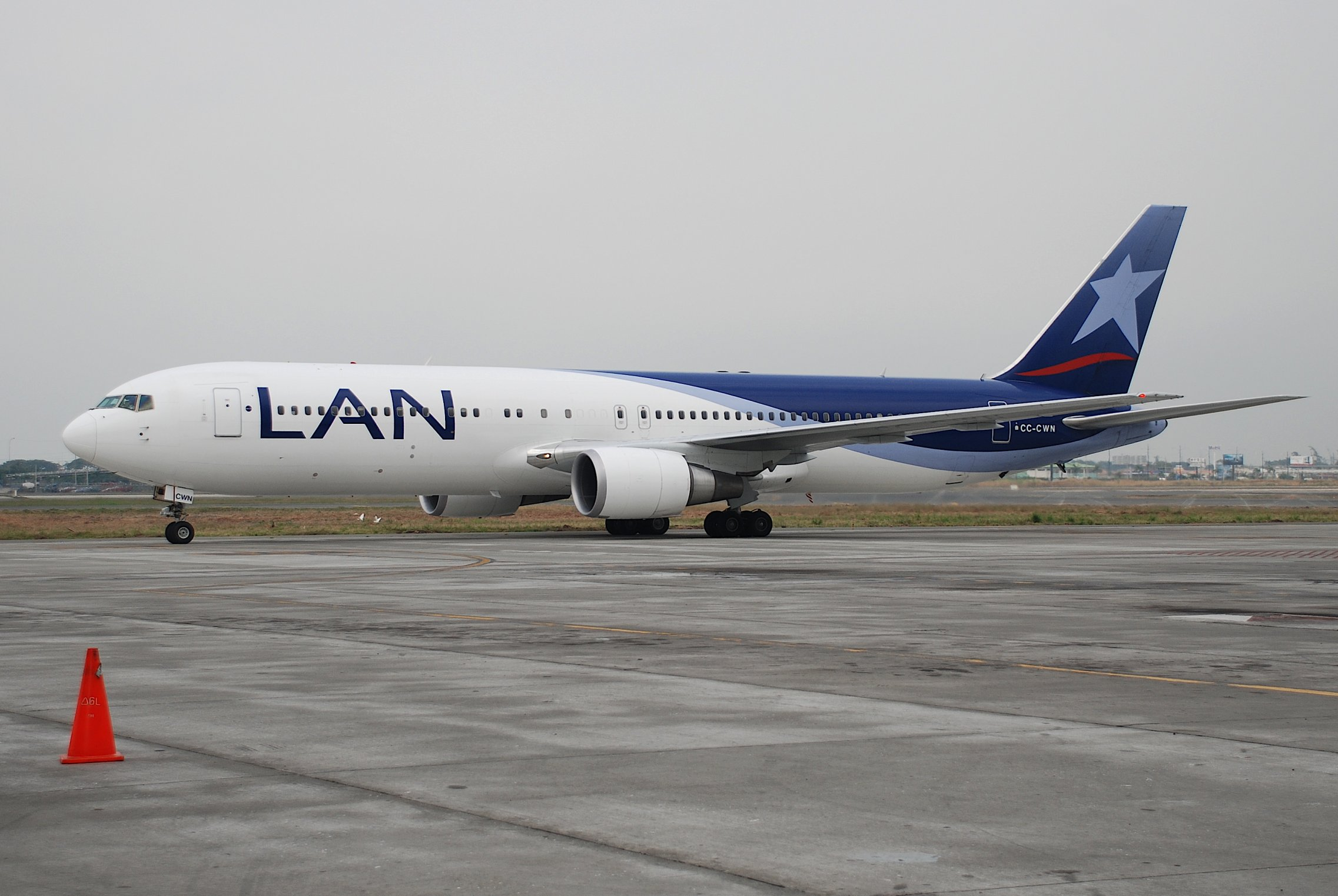
هواپیمای بوئینگ ۷۶۷ متعلق به لان آرژانتین

لان آرژانتین (به انگلیسی: LAN Argentina) شرکت هواپیمایی آرژانتینی است، که در سال ۲۰۰۵ تأسیس شد و در حال حاضر به‌عنوان زیرمجموعه‌ای از خطوط هوایی لان ایرلاینز، روزانه به ۱۷ مقصد، در آمریکای شمالی، کارائیب و آمریکای جنوبی پروازهای مستقیم دارد.
دفتر مرکزی شرکت لان آرژانتین در شهر بوئنوس آیرس، آرژانتین قرار دارد و محله هوایی یورگ نوبری و فرودگاه بین‌المللی مینیسترو پیستارینی، قطب‌های این شرکت هواپیمایی به‌شمار می‌آیند. شرکت لان آرژانتین در حال حاضر در ناوگان هوایی خود، دارای ۱۴ فروند هواپیمای جت مسافربری می‌باشد.